# 图瓦涅
图瓦涅（法語：Thoigné，法語發音：[twaɲe]）是法国萨尔特省的一个市镇，属于马梅尔斯区。

## 地理
图瓦涅（48°17'21"N, 0°15'10"E）面积7.31 平方千米，位于法国卢瓦尔河地区大区萨尔特省，该省份为法国西北部内陆省份，北起顺时针与奥恩省、厄尔-卢瓦省、卢瓦-谢尔省、安德尔-卢瓦尔省、曼恩-卢瓦尔省和马耶讷省接壤，是法国大西部的入口，连接卢瓦尔河谷、布列塔尼和巴黎盆地。
与图瓦涅接壤的市镇（或旧市镇、城区）包括：莱梅、当热勒、库尔甘。

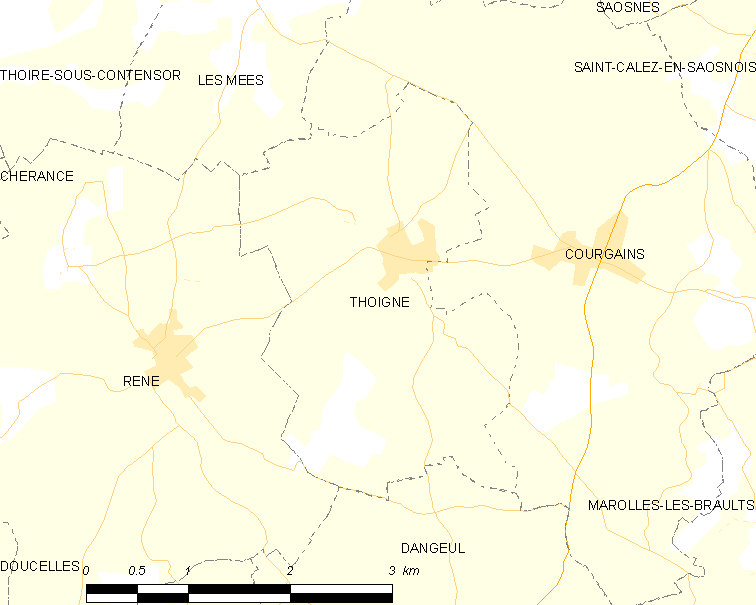
图瓦涅的OSM定位图

图瓦涅的时区为UTC+01:00、UTC+02:00（夏令时）。

## 行政
图瓦涅的邮政编码为72260，INSEE市镇编码为72354。

## 政治
图瓦涅所属的省级选区为马梅尔斯县。

## 人口

1962-2008年间图瓦涅人口变化图示

图瓦涅于2022年1月1日时的人口数量为165人。